# Happy Holidays
Albums de Reks
Rekless
(2003) Grey Hairs
(2008)
Happy Holidays est le troisième album studio de Reks, sorti le 15 février 2005.

## Liste des titres
| No  | Titre                                                | Durée |
| --- | ---------------------------------------------------- | ----- |
| 1.  | Trick or Treating                                    |       |
| 2.  | Hustle Man                                           |       |
| 3.  | Bundle Stacks                                        |       |
| 4.  | Meet Your Neighbors                                  |       |
| 5.  | Hey Young World (featuring Che Knox)                 |       |
| 6.  | Reminisce                                            |       |
| 7.  | Problems                                             |       |
| 8.  | Pussy Joint (featuring Che Knox et Jore)             |       |
| 9.  | Smash                                                |       |
| 10. | Cha Ching-Cha Ching (featuring NoDoz et Sunny Black) |       |
| 11. | Northern Boys                                        |       |
| 12. | We Are Diesel (featuring Lucky Dice et Sunny Black)  |       |
| 13. | Squad Freestyle (featuring Alias et NoDoz)           |       |
| 14. | Hating / Analyzing?                                  |       |
| 15. | New Years (featuring Ed Rock, Term et Lucky Dice)    |       |